# Мынарал (село)
Мынарал (каз. Мыңарал) — село в Мойынкумском районе Жамбылской области Казахстана. Административный центр Мынаралского сельского округа. Код КАТО — 315645100.

## Население
В 1999 году население села составляло 687 человек (348 мужчин и 339 женщин). По данным переписи 2009 года, в селе проживало 659 человек (326 мужчин и 333 женщины).